# Cristi Puiu
Cristi Puiu (Bucarest, 3 de abril de 1967) es un director de cine y guionista rumano. Forma parte de la corriente de la nueva ola rumana. Varias de sus películas, como La muerte del Sr. Lazarescu y Sieranevada, han recibido numerosos premios.

## Primeros años, educación y carrera
Cristian Emilian Puiu nació en Bucarest, Rumania. Su primer interés artístico fue la pintura. En 1992 fue admitido como estudiante en el Departamento de Pintura de la École Supérieure d'Artes Visuels en Ginebra. Después del primer año cambió al estudio de cine en la misma escuela, donde se graduó en 1996. Empezó a trabajar en cine después de su regreso a Rumania.
Está casado con Anca Puiu. La pareja tiene tres niños: Smaranda, Ileana y Zoe.

## Carrera

### Director
Cristi Puiu debutó como director en 2001 con la road movie de bajo presupuesto Marfa și banii, protagonizada por Alexandru Papadopol y Dragoş Bucur. La película recibió varios premios en festivales de cine internacionales y compitió en la sección Quinzaines des Realisateurs del Festival de Cannes. Según algunos críticos, esta película dio inicio a la nueva ola rumana. Continuó con el cortometraje Un cartuş de Kent şi un pachet de cafea (2004), que recibió ese mismo año el Oso de Oro al mejor cortometraje en el Festival Internacional de Cine de Berlín Internacional.
Su segundo largometraje, La muerte del Sr. Lazarescu (Moartea domnului Lăzărescu) (2005), es una comedia oscura sobre un hombre anciano gravemente enfermo, quien es llevado de hospital en hospital toda la noche mientras los médicos se niegan a darle asistencia. La película fue aclamada por la crítica. Recibió el premio Un Certain Regard en el Festival de Cannes, así como numerosos premios en otros festivales de cine internacionales.
En 2006 esta película ganó 47 premios, varias menciones en los top ten de las mejores películas en Estados Unidos y Francia.

### Guionista
Cristi Puiu coescribió los guiones de sus largometrajes Marfa și banii (2001) y La Muerte de Señor Lăzărescu (2005) con el escritor rumano Răzvan Radulescu. Además, Puiu escribió el guion de Un cartuş de Kent şi un pachet de cafea (2004).
En colaboración con Răzvan Radulescu, Puiu escribió el guion para Niki y Flo, encargado por Lucian Pintilie, uno de los directores rumanos más importantes. En 2005 el director alemán Didi Danquart basó su película Offset en un guion escrito por Puiu.

### Seis Historias de las Afueras de Bucarest
Puiu Pretende hacer una serie de seis películas titulada Seis Historias de las Afueras de Bucarest. En parte se ha inspirado en los Seis Cuentos Morales del director francés Éric Rohmer, de gran influencia en el cine de finales del siglo XX. Puiu pretende explorar seis tipos de historias de amor, siendo La Muerte de Señor Lăzărescu la primera película de la serie.
La segunda película, Aurora, fue presentada en la sección Un Certain Regard del Festival de Cannes de 2010.

## Filmografía como director
- 2016 Sieranevada
- 2014 Puentes de Sarajevo (documental)
- 2010 Aurora
- 2005 La muerte del Sr. Lazarescu (Moartea domnului Lăzărescu)
- 2004 Cigarrillos y Café (Un cartuș de Kent și un pachet de cafea), corto
- 2001 Marfa și banii

## Premios y distinciones
Festival Internacional de Cine de Cannes
| Año  | Categoría                | Película                    | Resultado |
| ---- | ------------------------ | --------------------------- | --------- |
| 2005 | Premio Un Certain Regard | La muerte del Sr. Lazarescu | Ganador   |